# سیارک ۹۲۶
سیارک ۹۲۶ (به انگلیسی: 926 Imhilde، نامگذاری:1920GN) نهصد و بیست و ششمین سیارک کشف شده‌است که در ۱۵ فوریه ۱۹۲۰ و در هایدلبرگ کشف شد.
قدر مطلق سیارک برابر ۱۰٫۳۰ است.